# Мемориал мучеников Чанаккале
Мемориал мучеников Чанаккале (тур. Çanakkale Şehitleri Anıtı) — военный мемориал, построенный в память о 250 тысячах турецких солдат, погибших в Галлиполийском сражении Первой мировой войны. Расположен перед заливом Морто на вершине холма Гиссарлык (тур. Hisarlik Tepe) на южной оконечности Галлиполийского полуострова в иле Чанаккале (Турция).
Изображение мемориала размещалось на банкноте в 500 000 турецких лир (1993—2005).

## История
По легенде, когда Мустафа Кемаль Ататюрк осматривал окрестности, к нему обратились крестьяне и упомянули мемориалы в других странах, которые были уже построены. Он ответил, что для турецких погибших построит мемориал высотой не менее 40 метров.
Официально о строительстве этой достопримечательности стало известно в 1942 году, но из-за начала Второй мировой войны конкурс на постройку был проведён только в 1944 году, на котором победили такие архитекторы, как Доган Эргинбаш (тур. Doğan Erginbaş), Исмаил Уткулар (тур. İsmail Utkular) и Феридун Кип (тур. Feridun Kip).
Проект был сделан только в 1954 году, и в том же году 19 апреля началось строительство. По неизвестным причинам строительство приостанавливалось. Позже газета Миллиет начала кампанию по сбору средств для постройки мемориала, также присоединились люди, которые своими усилиями начали присылать деньги на возобновление работ. Даже в магазинах сети Мигрос были поставлены копилки, в которые все желающие могли положить деньги. В общей сложности было собрано 2,3 миллиона турецких лир.

## Общая информация
21 августа 1960 года мемориал был официально открыт для посещений. Под мемориалом расположен музей, а рядом памятник мехметчику и турецкое кладбище. Также известно, что 25-метровый бронзовый флагшток, который стоит рядом с мемориалом, является подарком от турка, живущего в Америке, — Назми Джелаля (тур. Nazmi Celal). На кладбище есть мемориальные доски, которые разделены по городам рождения погибших воинов, на каждой дощечке с обеих сторон написаны имена погибших. Общее количество надписей 59408. Также есть могила неизвестного солдата, которого обезглавил австралийский солдат и взял его голову с собой в качестве трофея, однако 10 марта 2003 года представители Австралии вернули череп турецкого воина на родину. 18 марта 2003 года солдат со всеми почестями и по религиозным традициям был перезахоронен. Самое интересное, что на всём кладбище это только одна настоящая могила, где похоронен человек.
На сооружение было потрачено 4 000 000 турецких лир, на которые закупили 3800 тонн гранитного камня, 285 тонн железа, 630 квадратных метров лесоматериала, 1275 тонн цемента, 4400 тонн гравия. На основную часть памятника были использованы 850 кубических метров (2125 тонн) бетона.

### Архитектурные особенности
Сооружение изначально планировалось высотой 40 метров, но архитекторы добавили к нему ещё и рост Ататюрка (1,7 м). Поэтому достопримечательность была построена высотой 41,7 метров. Мемориал можно увидеть почти со всех сторон полуострова. Строение занимает площадь 62,5 квадратных метров. Мемориал состоит из четырёх частей, каждая из которых символизирует определенный этап войны. Известный факт, что, если посмотреть с моря, то видно только две части мемориала, а если смотреть с суши, то видно все 4 части, этим архитектор хотел подчеркнуть количество войн на море и на суше.
Внутри музея, под мемориалом, находится информация и исторические артефакты, иллюстрирующие масштабы Галиполийской битвы против союзных государств: британцев, французов и австралийского и новозеландского армейского корпуса (ANZAC). Демонстрируются оригинальные личные и военные предметы, найденные на поле боя, такие как столовые приборы, набор искусственных зубов, пуговицы, пряжки, снайперские щиты и фотографии, представленные на выставке в музее.